# Plán
A plán a mozgóképnek azon tulajdonsága, amely érthetővé teszi a film mondanivalóját és cselekményét a nézőpont és a képmozgás beállítása által. A film élvezhetővé tételével érzelmileg is megragadja a nézőt a filmalkotás megértése érdekében.
A mozgókép tulajdonságai: a látószög, a szereplő elrendezése és mozgása, a szereplőnek a környezetéhez viszonyított ábrázolása. A plán kifejezés tartalma elsősorban a szereplő közeli vagy távoli megjelenítése; illetve közelítése, vagy távolítása.

## Minta
Példaképpen itt olvasható az Ének a búzamezőkről című film első három jelenete annak szemléltetéséül, mennyire összefonódik a gépállás, a közelítés és a mozgások fogalma a plán fogalmával.
A film bevezetője némafilmként is megállná a helyét. Jelen esetben a filmhang a nézők többségének pozitív élmény jelent (Boldogasszony Anyánk).
- A szereplő ezúttal nem az egyes ember, hanem emberek egy csoportja: a búzaszentelési körmenet résztvevői; ezért a plán kifejezést erre kell alkalmazni.
- Mindkét snitt alsó gépállásból készült. A témaválasztástól függően ez lehet megfélemlítő; ám ebben a filmben felemelni látszik a szereplőket. Ez az, ami miatt a néző mindjárt a nyitóképnél pozitív (empatikus) érzéssel nézi a cselekményt.
- A nyitókép kétteres kompozícióként indul (a búzamező és a nyári égbolt), ám középen megjelenik a harmadik: a körmenet.[* 1][2]
- A körmenet közeledése következtében a szereplők képe nagytotálból átmegy totálba.
- A körmenet látszólag kanyarodik. Emiatt a képkompozíció átmegy szimmetrikusból átlós szerkezetbe (bal hátulról jobbra előre).
- Úsztatás (az első snitt végére ráfényképezték a második snittet).[* 2]
- A második snitten alacsony gépállásból látjuk a körmenetet, de már szekond plánban. A körmenet és az előtér (a búzamező) most kétteres kompozícióba megy át.
- A körmenet résztvevői alig láthatók, és hirtelen beúszik egy templomi zászló. Ez némi nyugtalanságot sugall (a filmnek tragikus végkifejlete van). A zászló és a szereplő képe ellentmond az átlós kompozíciónak.
- Úsztatás. Ezúttal nem a körmenet a szereplő, hanem a plébános, aki megszenteli a búzát. Tekintettel a szereplőváltásra, ez most már totál plánnak minősül.

## A plánok rendszere

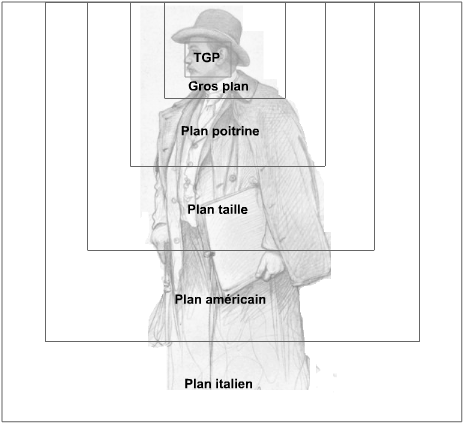
Très gros plan: szuperplán, Gros Plan: premier plán, Plan poitrine: szűkszekond, Plan traille: szekond plán, Plan americain: amerikai plán, Plan italien: totál plán

Magát a plán kifejezést inkább az embert ábrázoló filmképre használják. A természeti, vagy mesterséges tárgyakra és a környezetre a közeli, távoli, totál szavakkal utalnak.
- premier plán (közeli vagy nagyközeli): egy egész fejet, testrészt vagy valamilyen kisebb méretű dolgot jelenít meg. [3][4]
  - szuper plán: bemutathatja egy szereplő arcának, fejének részletét vagy valamilyen egyéb dolog részletét. Elég ritkán alkalmazott eljárás. A Jó, a Rossz és a Csúf című filmben szuper plánban látjuk a pisztolypárbaj szereplőit; Szőkét, Angyalszemet és Tucot, gyors egymásutánban. A figyelemtől összehúzott szemek látványa rendkívüli mértékben fokozza a feszültséget.

A Patyomkin páncélos című film csúcspontját jelenti az a kép, ahol az ennivaló hemzseg a férgektől. Az erős érzelmi hatást az váltja ki a nézőből, hogy az ételt és a férgeket szuperközeli beállításban látjuk.
- szekond plán (félközeli-féltávoli): egy vagy több szereplő fejét és testének egy részét, illetve valamilyen közepes méretű dolgot mutat meg. A valóságban is hasonló szögben és méretarányban látunk.
  - kisszekond vagy szűkszekond (félközeli): a szereplőket melltől felfelé mutatja
    - tágszekond: a szereplőket deréktól felfelé mutatja
    - amerikai plán: a szereplőket térdtől felfelé mutatja (a név eredete: ha a western szereplője hirtelen feláll, oldalán függő fegyvere még a képben maradjon)
- totál plán (távoli): a környezet, a háttér is fontos alkotórésze a képnek vagy csak a környezet, illetve táj látható
  - kistotál (kistávoli): a szereplők vagy egy nagyobb dolog teljes egészében láthatók és 30 méternél közelebbről látszanak
    - teljes alakos vagy szűk kistotál: a szereplő vagy szereplők kitöltik a képmezőt

  - nagytotál (nagytávoli): a szereplők vagy nagyobb dolog 30 méternél távolabbról látszanak

Tarr Béla A torinói ló című filmben különleges hatást ér el a hosszú snittekkel, és a nagytotál alkalmazásával.
Charles Chaplin a Modern idők című filmjének zárójelenetében alkalmazza a nagytotált: A Csavargó és a Lány távolodó alakja tempósan megy át totálból nagytotálba.
- - hiper plán: főként a táj látható, a szereplők kevéssé vagy egyáltalán nem. Magyar neve: óriástotál

A Jó, a Rossz és a Csúf című film zárójelenete (Sergio Leone) kirívóan távoli óriástotál. A főszereplő annyira távolról látszik, hogy szinte el is tűnik a mozivászonról.

### Plánok a művészetekben
A mozgófilm a más művészeti ágakban már ismert formákat alkalmazta. A portré fogalma például a következőképpen alakult:
a festészetben a portré filmes megfelelője a szekond plán
a fényképezésben a portré filmes megfelelője a premier plán

### Plánváltás gépmozgás nélkül
Megváltozik a plán jellege, amikor a szereplő mozog. Példa: Chaplin: Modern idők zárójelenete. A Csavargó és a Lány elindul új lehetőségeket keresve az országúton. A bőszekond totál plánná változik, majd átmegy nagytotálba. (A jelenet hatásosságát befolyásolja, hogy a szereplőket előzőleg szemből láttuk, vágás után viszont hátulról: ellenbeállítás.)

### Korlátozott látótér
A felvevőgép elé szerelt árnyékoló eszköz (kompendium), vagy az előtér eltakarják a kép egyes részeit
- Kompendium: maszk, amely a díszletet helyettesíti. Ilyen lehet egy jármű, vagy épület kicsinyített képe. A néző nem tud különbséget tenni a közeli és távoli tárgyak között, ezért a maszkon ábrázolt dolgot hatalmasra felnagyítva látja[* 3] [6]
- Ansnitt: a képet sötét tárgyak határolják két oldalról, vagy alul és felül is. Ilyen hatást vált ki a fák lombja, vagy egy kapu kijárata. Az ansnittes kompozíció nemcsak kiemeli a szereplőt, de jelentős érzelmi–hangulati hatása is van. A cselekménytől függően ez többnyire pozitív, de (ritkábban) lehet baljóslatú is

A következők nemcsak a plán, hanem a vágástechnika témájához is kapcsolódnak
- Abblende: a kép behatárolása, vagy elsötétítése. Általában vágókép előkészítése céljából használják. Példa: Chaplin: a Kölyök című filmjében csaknem valamennyi jelenetváltás (helyszín, vagy időpontváltás) abblende hatással indul: a kép beszűkül az előző helyszínen, majd kitágul (aufblende) az új helyszínen.

Elnevezése az objektívnyílás (a blende) nevéből származik, bár attól eltér. Többnyire a blendéhez hasonló kivitelű; írisz formájú kompendiummmal készül
- Áttűnés: a kép elsötétül, majd új helyszínen kivilágosodik.[7]
- Úsztatás: az áttűnéshez hasonló, de az előző és a következő snittet egymásra másolják: az egyik eltűnik, a másik előtűnik. Utómunkálatoknál lehet megvalósítani.[8]
- Eléletlenítés: az operatőr megváltoztatja az optika élesre állítását (például: a 4 m-re álló szereplő felvételét olyan beállítás váltja fel, mintha 50 cm-re volna).

## Illusztrált példák
A plán az angol szóhasználatban inkább a shot szónak felel meg. Jelentése: képkivágás.

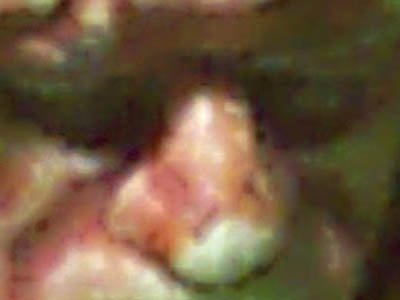
Szuper plán
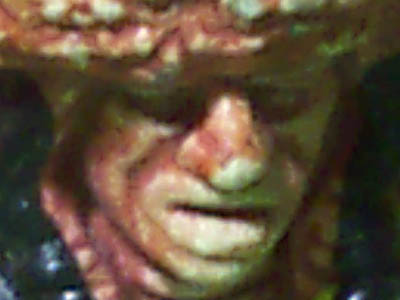
Premier plán
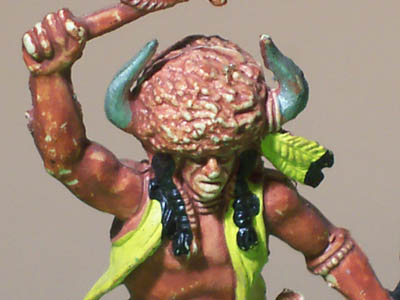
Nagyszekond (félalakos)
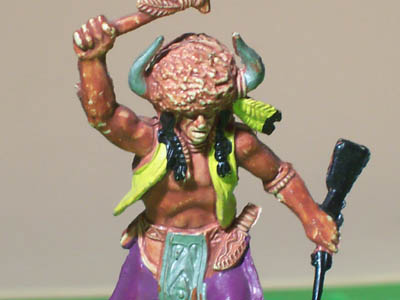
Amerikai plán
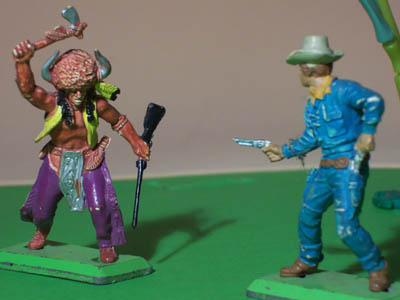
Kistotál
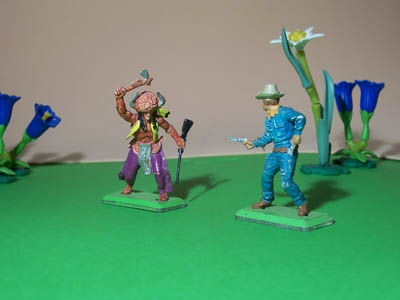
Nagytotál

## Kompozíció
A kép szerkezetét a fotográfiához hasonlóan használják a mozgófilmnél is
- A kép szimmetriája szerint:
  - szimmetrikus kompozíció
  - vízszintes elrendezésű
  - függőleges elrendezésű
  - átlós kompozíció (balra, illetve jobbra rendezett kép)

Embert ábrázoló képnél a szereplő abba az irányba néz, amerre az átlós kompozíció logikusnak látja
- bal tengelyre rendezett képnél a szereplők balról jobbra néznek, illetve bal hátulról jobbra előre
- jobb tengelyre rendezett képnél a szereplők jobbról balra néznek

amennyiben mozognak, ez megegyezik a mozgásuk irányával
Az álló sor, vagy menetelés nem tartozik ebbe a kategóriába: ez a skurz (emberek, illetve tárgyak esetén is)
- A tér felosztása szerint:
  - egyterű (a kompozíció számára közömbös a környezet; csak a szereplő lényeges)
  - kétterű (például bírói pulpitus a bíróval, és vele szemben a tanú)
  - háromterű kompozíció (a cselekmény akár az előtérben, akár középen, akár a háttérben is futhat)

## Gépállás
- Normál gépállásnál a kamera úgy ábrázolja a szereplőt, ahogyan bárki más látná. A felvevőgép nincs alacsonyabban, mint a talajszint, és nincs magasabban, mint egy átlagos szemléló feje
- Békaperspektíva: a kamera talajszintről vagy még alacsonyabbról fényképezi a szereplőt
- Alsó gépállás: a felvétel kb. térdmagasságból készül
- Felső gépállás: a felvétel fejmagasságból, vagy kissé magasabbról készül
- Madártávlat: a felvétel annyira magasból készül, hogy a perspektíva már torzulni látszik; a szereplő eltörpül a környezetéhez képest. Jellemző példája Szabó István Mephistójának záró jelenete (Brandauer, mint Höfgen, felülről látható)

Különleges hatást keltenek a vízszintes nézőpontból kibillentett képek (jobbra, vagy balra dőlő felvételi gépállás)

## Gépmozgás
Gépmozgással vágókép nélkül is átmenetet képezhetünk a plánok között. Célja a néző figyelmének meghatározott célra való irányítása
- Belső vágás: olyan plánváltás a kamera mozgatása által, amely vágóképet helyettesít
- Mozgás a nézőpont irányában; közeledés a szereplőhöz, vagy távolodás a szereplőtől
  - A felvevőgép mozgatása a fárt (Fahrt)
  - Az optikai rendszer gyújtótávolságának változtatása a közelítés, vagy szűkítés (varió vagy zoom)[9]
- Mozgás a nézőpontra merőlegesen (vízszintesen). Ennek megvalósítása a fart módszerével történhet; előre lerakott síneken, kézi kamerával, vagy járművel (autófárt)[10]
  - Igazítás: a mozgó szereplőt követi a kamera, esetleg közelebbi plánba rendezi. A főszereplőre irányuló figyelem felkelthető azzal is, ha előzőleg elmosódottan volt látható, ám az objektív igazításával élesre állítjuk a képét
  - Fordulás: a mozgó szereplőt a függőleges tengely körüli forgással követi a kamera[11]
  - Svenk: ez is fordulás, de célja általában a cselekmény környezetének bemutatása
- Mozgás a nézőpontra merőlegesen (függőlegesen): a felvevőgép a magasba emelkedik, vagy ellenkezőleg: süllyed. Célja a gépállás megváltoztatása, hogy a szereplőt jelentéktelennek, vagy épp ellenkezőleg: fontosként mutassa be (kránolás[12])

## Világítás
- Főfény – általában a természetes megvilágítás irányából, tehát kissé felülről és szemből világítja a szereplőt
- Ellenfény – a szereplőt háta mögül világítják meg
- Csúcsfény – felülről és hátulról alkalmazzák, a csúcsfény tükröződése a szereplő haján rendkívül hatásos látvány
- Derítés – szórt fény, amely gyenge árnyékaival kellemes hatást hoz létre

## Külső hivatkozások
- Képsík [Tiltott forrás?]
- Videóvágás
- Videopraktika
- Siló Sándor: A szegény kisszekond[halott link]